# Ippling
Ippling é uma comuna francesa na região administrativa de Grande Leste, no departamento de Mosela. Estende-se por uma área de 3,29 km². Em 2010 a comuna tinha 809 habitantes (densidade: 245,9 hab./km²).